# Theo Rauch

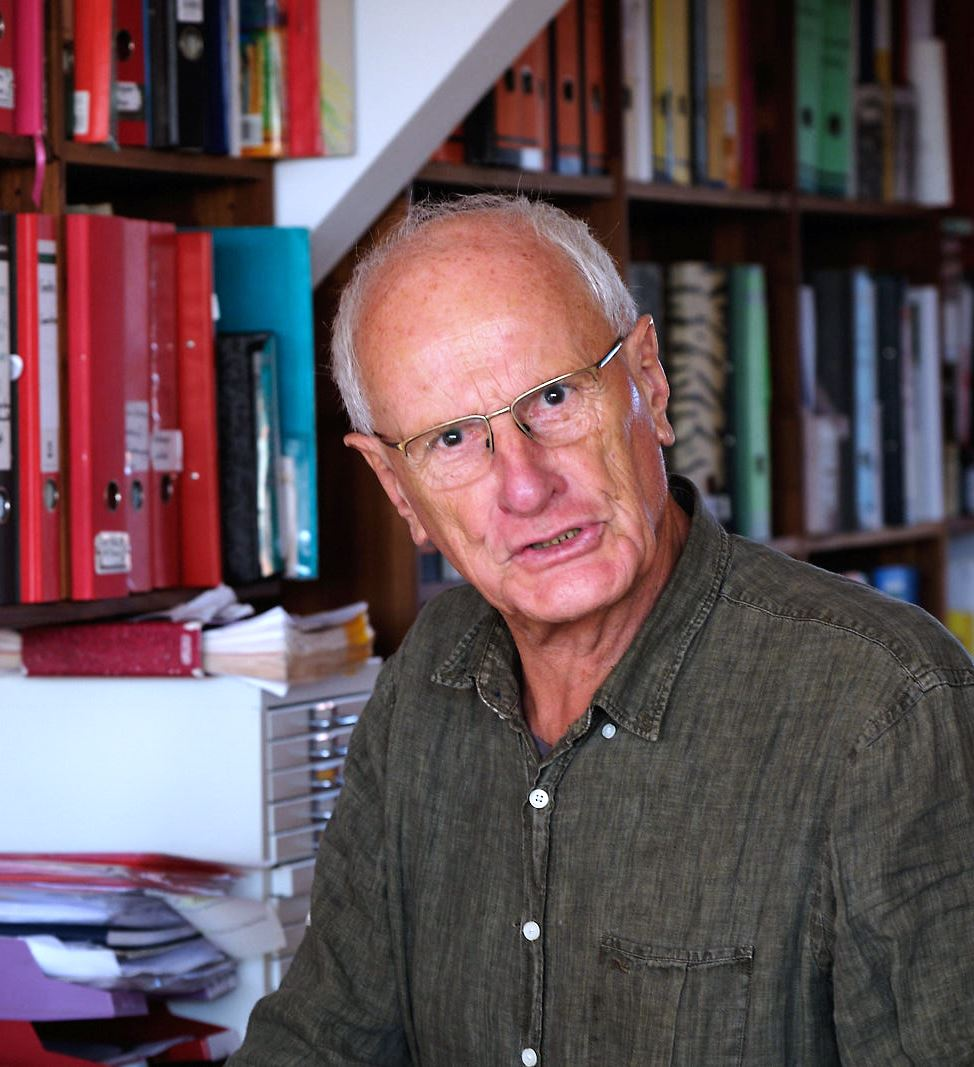
Theo Rauch, 2022

Theo Rauch (* 17. Juli 1945 in München) ist Diplom-Volkswirt, promovierter Wirtschafts- und Sozialgeograph (Dr. rer. nat.) und außerplanmäßiger Professor am Zentrum für Entwicklungsländerforschung am Geographischen Institut der FU Berlin. Er war langjähriger Mitarbeiter der GTZ und befasste sich im Rahmen seiner entwicklungspolitischen Arbeit unter anderem mit der Thematik regionaler Wirtschaftsentwicklung und ländlichem Strukturwandel. Als „Grenzgänger“ zwischen Wissenschaft und Praxis besteht sein Hauptanliegen in einer stärker entwicklungstheoretisch fundierten entwicklungspolitischen Praxis sowie einer durch Praxiserfahrungen beeinflussten Theorieentwicklung.

## Beruflicher Werdegang
Theo Rauch absolvierte sein Abitur am Wirtschaftsgymnasium München, danach ging er für zwei Jahre zur Bundeswehr in Neunburg v. Wald. Sein Studium der Volkswirtschaftslehre (VWL) sowie der Wirtschafts- und Sozialgeographie an der LMU, München, schloss er als 27-Jähriger mit dem Diplom ab. Darauf begann er ein Promotionsstudium am Institut für Entwicklungspolitik der Ruhr-Universität Bochum, wechselte 1974 zu einem Forschungsprojekt des Geographischen Instituts der FU Berlin und arbeitete dort als Wissenschaftlicher Assistent zum Thema regionale Disparitäten in Entwicklungsländern und speziell zum Industrialisierungsprozess in Nigeria (mit Fokus auf die „Wachstumszentren“ Kano und Kaduna (Nigeria)). Seine Forschung zum „nigerianischen Industrialisierungsmuster und seinen Implikationen für die Entwicklung peripherer Räume“ schloss er 1980 mit der Verleihung des Doktortitels (Dr. rer nat.) ab. Inspiriert durch seine Mitarbeit am Geographischen Arbeitskreis Entwicklungstheorien war die Arbeit durch eine dependenztheoretische Perspektive gekennzeichnet. Während dieser Jahre gewann er durch Gutachtereinsätze für Projekte der Ländlichen Entwicklung der GTZ in Sambia und Äthiopien erste Erfahrungen im Bereich der entwicklungspolitischen Praxis.
Von 1982 bis 1985 war er im Auftrag der GTZ Leiter des neu eingerichteten staatlichen Provinzplanungsamts der NW-Provinz von Sambia. Danach arbeitete er zwei Jahre lang als Hochschulassistent am Geographischen Institut der FU-Berlin und als Kurzzeitgutachter der GTZ in Sambia, bevor er von 1988 bis 1993 als Wissenschaftlicher Mitarbeiter zum Aufbaustudiengang Seminar für Ländliche Entwicklung (SLE) an die TU, und später zur HU-Berlin wechselte. Dort war er u. a. mit der Leitung von Auslands-Studienprojekten in Sambia, Malawi, sowie der Evaluierung und Weiterentwicklung des Konzepts der Ländlichen Regionalentwicklung (LRE) für das Bundesministerium für wirtschaftliche Zusammenarbeit und Entwicklung (BMZ) und die GTZ betraut.
Von 1993 bis 1997 war er freiberuflicher Gutachter und Dozent am Geographischen Institut der FU-Berlin und dem Seminar für Ländliche Entwicklung (SLE) der Technischen Universität Berlin und fertigte seine Habilitationsschrift zum Thema „Ländliche Regionalentwicklung im Spannungsfeld zwischen Weltmarkt, Staatsmacht und kleinbäuerlichen Strategien“ an. Mit dieser Arbeit versuchte er, seine beiden zentralen wissenschaftlichen Anliegen einzulösen: Zum einen die Verknüpfung von entwicklungstheoretischen Erkenntnissen und entwicklungspolitischen Strategien. Zum andern die multidimensionale (und damit auch multi-disziplinäre) Perspektive auf die Analyse von Entwicklungsprozessen. Beides blieben fortan die bestimmenden Motive seiner Arbeiten im Grenzbereich zwischen Forschung, Lehre und einer als politische verstandenen Praxis. Daneben führte er Auslands-Kurzzeiteinsätze im Bereich Ländliche Entwicklung durch Nepal, Thailand, Kenia.
Von 1997 bis 2001 arbeitete er als Regierungsberater im Ministry for Local Government, South Africa (in Pretoria, Südafrika, für die GTZ). Seine Aufgabe dort bestand darin, zusammen mit einem Team südafrikanischer Kolleginnen und Kollegen ein Planungsverfahren für kommunale Entwicklungsplanung für die 287 südafrikanischen Gemeinden und Distrikte zu entwickeln und entsprechende Curricula für südafrikanische Bürgermeister und Planungsfachleute zu erarbeiten. Nebenbei trieb er die erneute Aktualisierung des LRE-Konzepts im Rahmen des Fachverbunds 'Ländliche Entwicklung Afrika' der GTZ (2001) voran. Dann wurde er zum Außerplanmäßigen Professor für Humangeographie an der FU-Berlin ernannt. Seine Lehrtätigkeit am Geographischen Institut der FU, am SLE, an den Geographischen Instituten der Universitäten Bonn und Zürich fokussierten auf den Brückenschlag zwischen Wissenschaft und Praxis. Sein inhaltlicher Fokus verlagerte sich unter dem Vorzeichen der Globalisierung von der regionalen Ebene hin zu einem Mehr-Ebenen-Ansatz mit dem Zusammenwirken der vier politischen Ebenen global, national, regional und lokal (2003).
Von 2001 bis 2011 war er als freiberuflicher Gutachter und Dozent zu Entwicklungspolitik, Ländliche Entwicklung, Dezentralisierung für GTZ, DED, Welthungerhilfe, Misereor und das Department for International Development (DFID) in London tätig. In diesen Jahren verfasste er das Schulbuch „Afrika im Prozess der Globalisierung“ (2008), und ein praxisorientiertes Lehrbuch „Entwicklungspolitik – Theorien, Strategien, Instrumente“ (2009). Von 2011 bis 2013 begleitete er seine Frau, die Referentin für EZ an der deutschen Botschaft in Accra tätig war, als mitausreisender Ehemann nach Ghana und betreute dort als Dozent Forschungsarbeiten (in Accra).
Seit seiner Verabschiedung von der universitären Lehre (2022) ist Theo Rauch weiterhin als Hochschullehrer im Ruhestand (seit 2023), Referent und Diskussionspartner zu aktuellen entwicklungsrelevanten Themen. Seit seinem 69. Lebensjahr ist Theo Rauch freiberuflicher Wissenschaftler und Dozent in Berlin. Er wirkte an einem Forschungsprojekt zu Ländlichem Strukturwandel in Subsahara-Afrika (für das SLE im Auftrag des BMZ), zum Service Systems for Sustainable Land Management (IASS, Potsdam) mit. In Kontinuität mit seiner, die gesamte Berufslaufbahn begleitenden Beschäftigung mit kleinbäuerlichen Lebenshaltungssystemen in Afrika lag dabei der Fokus auf der Gestaltung eines sozial inklusiven und ökologisch nachhaltigen Strukturwandels zur Verbesserung kleinbäuerlicher Lebensgrundlagen und entsprechender Kleinbauern-orientierter landwirtschaftlicher Dienstleistungssysteme. Weiterer zentraler Gegenstand seiner Arbeit waren Lessons Learnt-Studien zu Afrika, Entwicklungspolitik, Entwicklungstheorien, Ländliche Entwicklung, Kleinbauern unter dem Motto „Kontinuität und Wandel“. Die auf einer Review Reise „25 Jahre danach“ (2015), zusammen mit seiner Frau Maria Tekülve, verfasste Studie über die Veränderungsprozesse in der NW-Provinz Sambias, fand in der Fachwelt besondere Beachtung.

## Publikationen (Auswahl)
Podcast
- noseystefan: Konzepte gegen die Migrationskrise & wie Entwicklungspolitik die Ursachen bekämpfen kann (2024)

Monographien
- Entwicklungspolitik. Theorien, Strategien, Instrumente. Braunschweig (Westermann) (2009)
- Afrika im Prozess der Globalisierung. Braunschweig (Westermann – Diercke Spezial) (2007)
- Ländliche Regionalentwicklung im Spannungsfeld zwischen Weltmarkt, Staatsmacht und kleinbäuerlichen Strategien. Saarbrücken (1996)
- Das nigerianische Industrialisierungsmuster und seine Implikationen für die Entwicklung peripherer Räume. Ein Beitrag zur Erklärung der Raumstruktur in peripher-kapitalistischen Ökonomien. Hamburg (Hamburger Beiträge zur Afrika-Kunde) (1981)
- mit Maria Tekülve: Alles neu, neu, neu! in Afrika. Vier Jahrzehnte Kontinuität und Wandel in der sambischen Provinz. Berlin / Tübingen (Schiler-Verlag) (2017)
- mit David Kersting: Agrardienstleistungen für Ernährungssicherung und nachhaltiges Bodenmanagement. Berlin (IASS Potsdam / TMH Think Tank) (2016)…
- mit Matthias Bartels und Albert Engel: Regional Rural Development. A regional response to rural poverty (GTZ). (2001)…

Artikel
- Neither Fortress Nor Open Gate: Proposals for a Humane But Realistic Migration Policy. In: H.-J. Preuß; Chr. Beier; D. Messner (Hrsg.): Forced Displacement and Migration. Approaches and Programmes of InternationalCooperation. Wiesbaden (Springer), 2021, p. 245-266. (2021) Wiesbaden: Springer-Professional, Buchkapitel, 2022
- Plädoyer für einen Beschäftigungspakt mit Afrika. In: WeltTrends. Das außenpolitische Journal. 175/2021. S. 32–36. (2021)
- Erst Land, dann Stadt und schließlich Europa? - Translokale Existenzsicherung in Subsahara-Afrika und internationale Migration. In: Solidarische Welt. Themenheft Migration. 12/2019
- Vier Jahrzehnte deutschsprachige Geographische Entwicklungsforschung im Spannungsfeld zwischen dialektischem Lernprozess und Zeitgeist. Geographische Zeitschrift 106, 2018 / 3
- “Globalization, Fragmentation and Aid – Can Germany’s Global Structural Policy Help Losers Win”? Die Erde 139, 3 / 2008
- Von Basic Needs zu MDGs – Vier Jahrzehnte Armutsbekämpfung in Wissenschaft und Praxis und kein bisschen weiter. Peripherie 107, (2007)
- Bessere Rahmenbedingungen allein beseitigen Armut nicht! – Eine theoriegeleitete 4-Ebenen Strategie für entwicklungspolitische Interventionen. Geographica Helvetica 58, 1 / 2003
- “Dezentralisierung ist kein Allheilmittel! – Zur Notwendigkeit einer kontextspezifischen Dezentralisierungspolitik am Beispiel Südafrika”. Geographica Helvetica 58(1):35-46 (2003)
- Der Zynismus in der Entwicklungspolitik. Macht und Ohnmacht der Entwicklungsplaner. In: Entwicklungshilfe und ihre Folgen (herausgegeben von Th. Bierschenk und G. Elwert). Frankfurt a. M. / New York (1993)